# كيفن تشيس
كيفن تشيس هو مغني كندي، ولد في 20 يوليو 1976 في سانت جون في كندا.